# Sabil Abu Nabbut
La Sabil Abu Nabbut (en hebreo: סביל אבו נבוט; en árabe: سبيل أبو نبوت) también conocida como el «Pozo de Tabitha» es una fuente pública ("sabil") en Tel Aviv-Yafo, Israel,  construida durante la era del imperio otomano en Palestina. Su objetivo principal era facilitar el viaje entre Jaffa y Jerusalén.
El sabil fue construido por el Gobernador de Jaffa, Muhammad Abu Nabbut alrededor de 1815. Fue pensado para facilitar el viaje entre Jaffa y Jerusalén, y fue parte de los esfuerzos de rehabilitación de Abu Nabbut sobre la ciudad. Fue visto por numerosos viajeros, comerciantes y peregrinos en su viaje entre las dos ciudades.